# 城墙

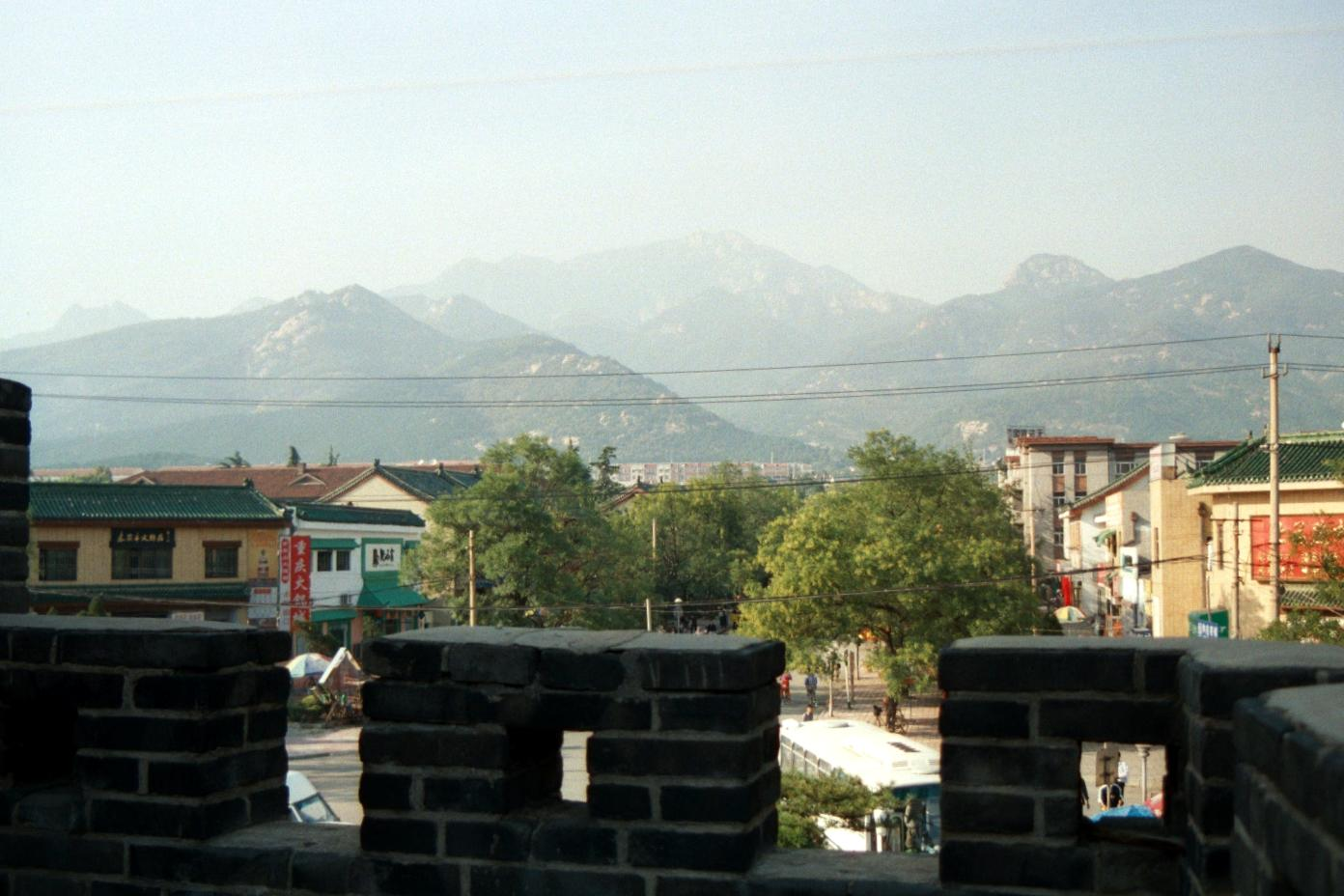
岱庙北城墙，可从城墙上看见泰山。

城墙，古代或現代都是不可或缺的军事防御设施，由墙体和其他辅助军事设施构成的军事防线。城墙的含义，根据的其功能有广义和狹义之分。
- 广义的城墙分为二类，即一类构成长城的主体，另一类属于城市（城）防御建筑

- 狭义的城墙指由墙体和附属设施构成的城市封闭型区域。封闭区域内为城内，封闭区域外为城外。城墙作为城市、城池和城堡的抵御外侵防御性建筑。

城墙从结构和功能分，主要由墙体、垛口、城楼、角楼、城门等部分构成。绝大多数城墙外围还有护城河。从建筑的原材料分，分为版筑夯土墙、土坯垒砌墙、青砖砌墙、石砌墙和砖石混合砌筑多种类型。

## 中国城墙

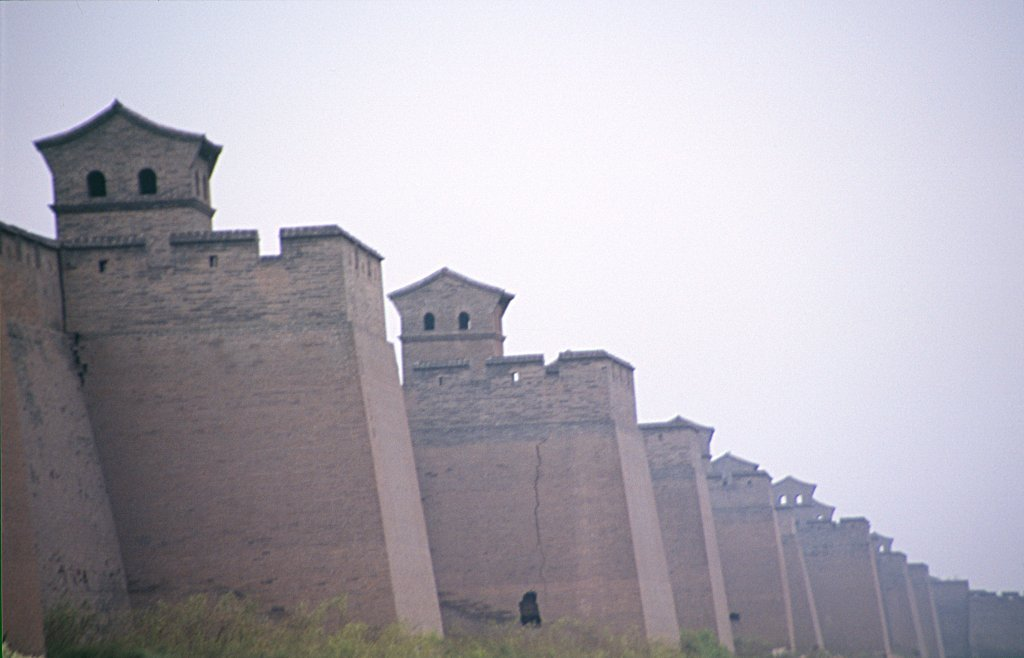
平遥古城城墙
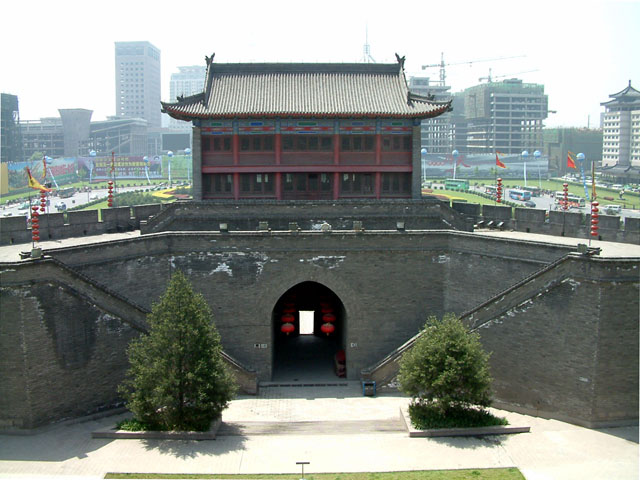
西安城墙瓮城
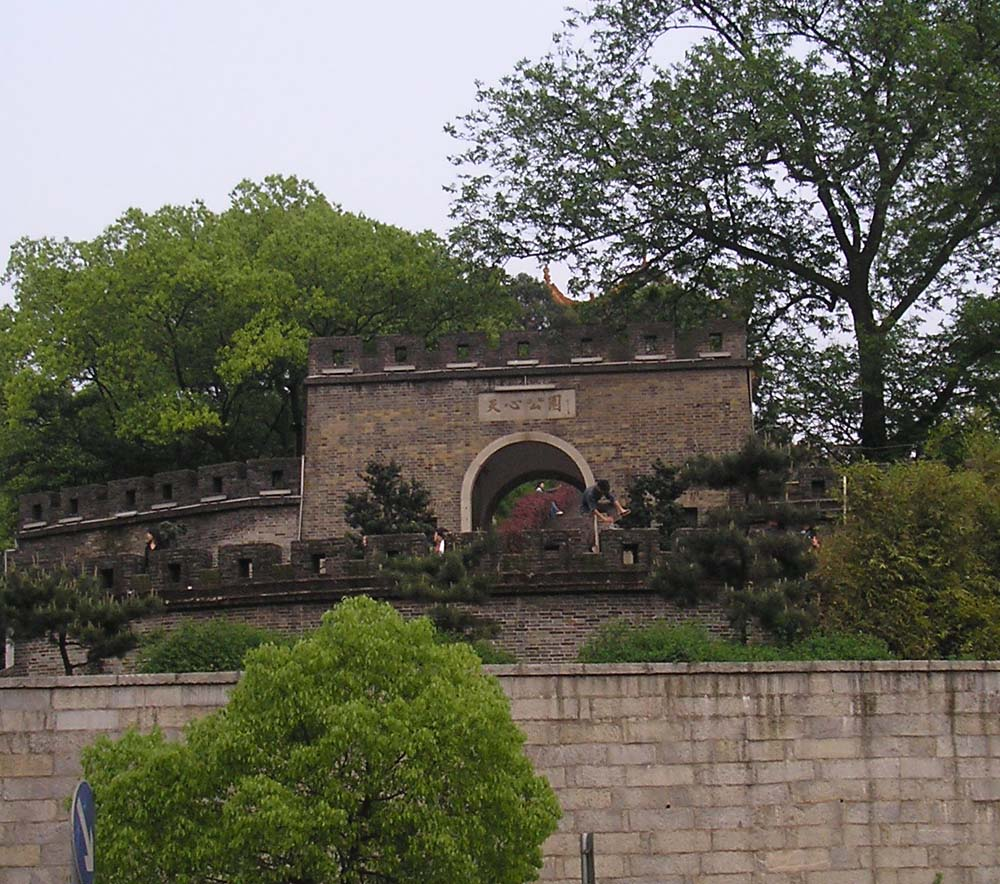
长沙城南古城楼天心阁

中国古代城市的城墙从结构和功能分，主要由墙体、女墙、垛口、城楼、角楼、城门、城郭和瓮城等部分构成。据统计，中国约有“旧城”两千五百座。其中大部分是各级行政区划的治所。南京明外郭是中国规模最大的城垣，全长约60千米，围合面积逾230平方千米。
在明清两代，城墙依照城周的长度分为五级。
第一级城（巨型城）：城周超过25公里。
全国只有南京、北京、凤阳（明中都）三处。
第二级城（大型城）：城周在超过12－25公里之间。
全国有杭州、苏州、广州、太原、福州、西安、济南、成都、开封、庐州（今合肥）等。
第三级城（中型城）：城周在超过5－12公里之间。
各省省会。
第四级城（小型城）：城周在超过2－5公里之间。
所有府、州的城。
第五级城（微型城）：城周不满2公里。
此类城数量最多，如全国多数县城，特别是在西部边疆地区的，周围概小于2公里。
地方行政的等级高低，影响城的规模。国都较省城大，省城较府、州城大，而府、州之城又较县、厅之城为大。但因地区经济文化条件不同，东部沿海地区的县城，不少反比西部边疆地区的府城、州城为大。
中国保存最完整的为西安城墙、南京城墙、荆州城墙、开封城墙。城墙在中国其他城市也有部分保存，如长沙城南的天心阁即为城楼，为古城墙的一部分。现存山西平遥古城，其古城墙可以考证的历史最早建于前827年－前782年的周宣王时期；保存最完善、年代最久远的古城墙为楚长城，位于河南省南召县板山坪镇周家寨楚长城遗址，经专家据考证约建于前688年。
明清时期大多数县城、州城、府城、卫城、所城都有城墙，此外在交通要道上有很多关城。不过大多数县城的城墙只有4－10米高，北京的城墙极高，达15－18米。客家人所建的土楼和围屋可以视为特殊形式的城堡。明代火绳枪和大炮已经相当普及，县城低矮的城墙防御作用已经减弱。清代在重要河口修筑了不少炮台，有些炮台多达两三百门炮，但18世纪末英国军舰已发展到百门炮一条舰的规模，而科技差距讓雙方所使用的炮輸出距離上有巨大差異，使得19世纪清军炮台在同英国军舰的对抗抗中屡屡失利。

## 其它地区城墙
世界上其他国家的著名的城墙有安东尼墙（苏格兰）、君士坦丁堡城墙（土耳其）和哈德良长城（英格兰）。

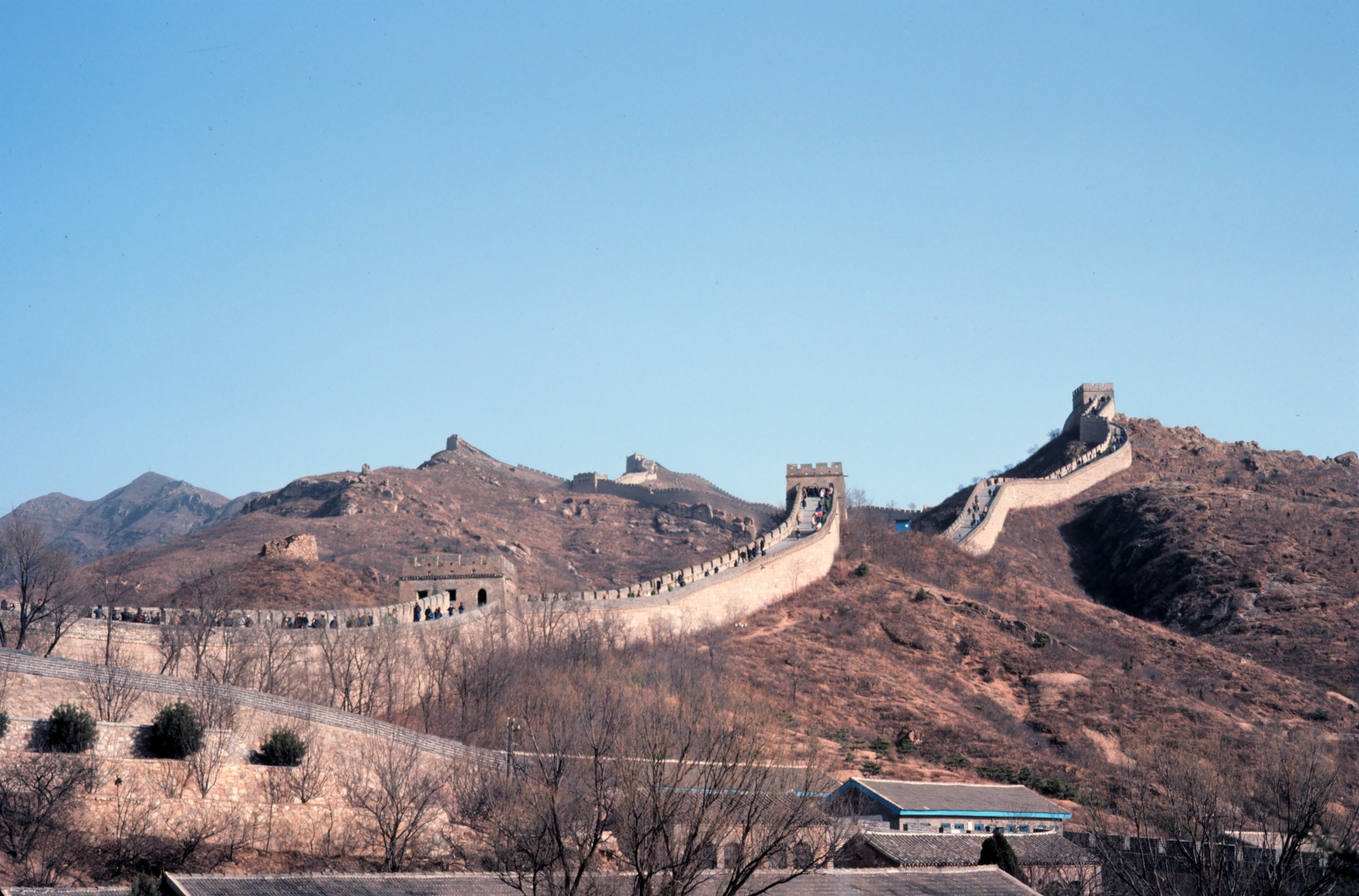
北京八达岭长城
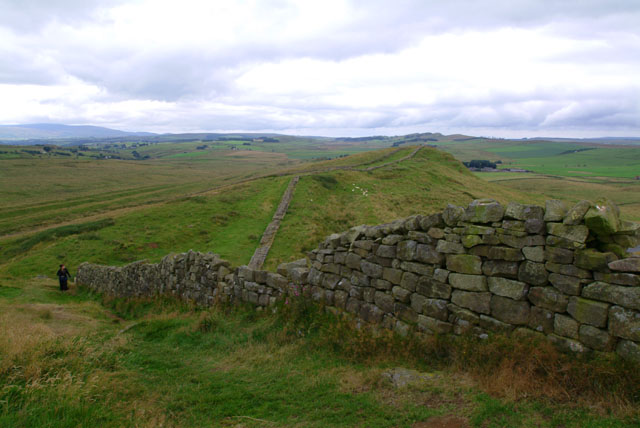
英格兰哈德良长城遗迹
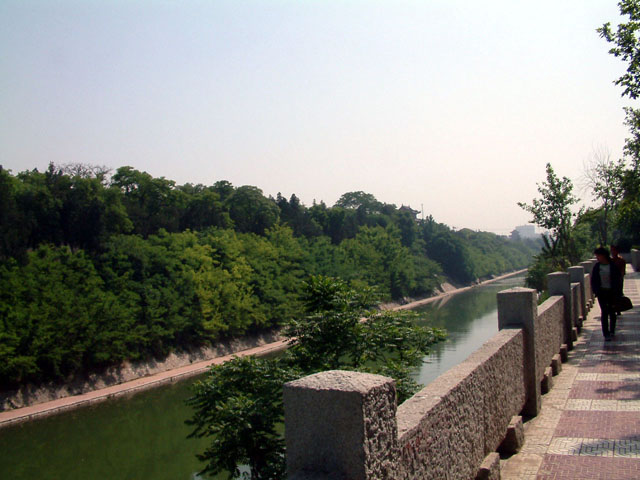
西安城墙护城河